# هیپوسین
هیپوسین (به انگلیسی: Hypusine) با فرمول شیمیایی C۱۰H۲۳N۳O۳ یک ترکیب شیمیایی با شناسه پاب‌کم ۶۵۳۹۶ است. که جرم مولی آن ۲۳۳٫۳۰۸ g/mol می‌باشد. 